# International Radiotelegraph Convention
International Radiotelegraph Convention (IRC, Fransk: Convention Radiotélégraphique Internationale) var en række af konferencer, som gennemgik spørgsmål vedrørende radiokommunikation (dengang kendt som "trådløs telegrafi"), der skulle sætte internationale standarder for radiokommunikation mellem skib og land.
IRC blev holdt i:
- 1906 - Berlin, første
- 1912 - London
- 1927 - Washington
- 1932 - Madrid
- 1938 - Cairo, indeholdt i International Radiocommunication Conference
- 1947 - Atlantic City

## International Radiotelegraph Convention (1906)
Den første International Radiotelegraph Convention (IRC-06) konference blev holdt i Berlin i 1906.
De resulterende aftaler blev underskrevet den 3. november 1906 og trådte i kraft den 1. juli 1908. Disse standarder forblev i kraft, indtil de blev opdateret ved den anden IRC, der blev afholdt i London i 1912.
En bemærkelsesværdig bestemmelse var indførelsen af Tysklands "SOS"-nødsignal som international standard.

## International Radiotelegraph Convention (1912)
Ved den anden International Radiotelegraph Convention (IRC-12) mødtes delegationerne i London, England i 1912. Den vedtog internationale maritime radiokommunikationsstandarder, der opdaterede dem som blev godkendt af den første internationale radiotelegrafkonvention, der blev afholdt i Berlin i 1906. Den nye konvention blev underskrevet den 5. juli 1912 og trådte i kraft den 1. juli 1913.
IRC-12 var planlagt før RMS Titanic-katastrofen, men delegationerne mødtes kort efter forliset. Forliset var en vigtig faktor i drøftelserne. Syvogtredive delegationer deltog. I modsætning til den tidligere konvention var der ingen indvendinger mod ideen om obligatorisk interkommunikation, og Marconi Company annoncerede, at det havde ophørt med sin politik om (bortset fra nødsituationer) kun at tillade sine stationer at kommunikere med andre Marconi-stationer.
Vigtige yderligere nye regler blev tilføjet til de internationale standarder, der blev vedtaget ved konventionen i 1906, herunder:
- Opretholdelse af kontinuerlig radiovagt for visse skibe.[4]
- Specifikation af obligatoriske "lytteperioder" i de første ti minutter af hver time for skibe, der ikke er forpligtet til at holde konstant vagt.[4]
- Et krav om, at et skibs radio skal kunne fungere i mindst seks timer uden skibets generatorforsyning. Hvis skibets hovedradio ikke opfyldte dette krav, skulle der installeres en hjælperadio, der gjorde det.[5]
- Et krav om, at operatører og apparater skal være direkte underlagt fartøjets "kommanderende officer".[6]
- Et krav om, at alle radiotransmissioner i nærheden af et skib i nød skal være under det pågældende skibs kontrol.[7]
- Tildelte en prioritet til transmission af vejr- og tidssignaler til skibe efter anmodning, hvor skibe i området skal afstå fra at sende under disse transmissioner.[8]